# Геращенко, Александр Николаевич
Александр Николаевич Геращенко (1934 — 2006) — советский и российский авиационный инженер и государственный деятель, организатор авиационной промышленности СССР.

## Биография
С 1958 года после окончания Куйбышевского авиационного института работал на различных должностях на Горьковском авиационном заводе им. С. Орджоникидзе: мастер, начальник мастерской, заместитель начальника цеха, начальник цеха, заместитель начальника производства, начальник производства, главный инженер (1971-1974), директор завода (1974-1984), генеральный директор (1984-1985). 
В 1985 году переведен в МАП СССР и трудился в должностях заместителя и первого заместителя министра авиационной промышленности СССР до 1992 года. 
В 1992-1993 годах — Президент Российского Союза «Авиапром» Архивная копия от 20 июня 2020 на Wayback Machine, а в 1993-1997 годах — Президент, генеральный директор и председатель совета директоров ОАО «Авиапром» Архивная копия от 4 марта 2021 на Wayback Machine.
Александр Николаевич жил в Москве, он умер 3 июня 2006 года.

## Награды
- Орден Ленина
- Орден Октябрьской Революции
- Орден Трудового Красного Знамени
- Государственная премия СССР (1980) — за организацию высокоэффективного серийного производства самолётов МиГ-21
- Почётный авиастроитель СССР

## Память
- В Нижнем Новгороде на  д. 19 по ул. Чаадаева, где жил А. Н. Геращенко, установлена мемориальная доска[3].